# Leiostyla cheiligona
Leiostyla cheiligona é uma espécie de gastrópode  da família Pupillidae.
É endémica da Madeira